# Ṻ
Ṻ (minuscule : ṻ), appelé U macron tréma, est une lettre latine utilisée dans l’écriture du puinave, et la romanisation de svane.
Elle est formée de la lettre U avec un macron suscrit et un tréma.

## Utilisation
Dans la romanisation du svane, ‹ ṻ › translittère le ‹ უ̄̈ ›.

## Représentations informatiques
Le U macron tréma peut être représenté avec les caractères Unicode suivants : 
- précomposé (Latin étendu additionnel) :

| formes    | représentations | chaînes de caractères | points de code | descriptions                              |
| --------- | --------------- | --------------------- | -------------- | ----------------------------------------- |
| capitale  | Ṻ               | Ṻ                     | U+1E7A         | lettre majuscule latine u macron et tréma |
| minuscule | ṻ               | ṻ                     | U+1E7B         | lettre minuscule latine u macron et tréma |

- décomposé (latin de base, diacritiques) :

| formes    | représentations | chaînes de caractères | points de code       | descriptions                                                   |
| --------- | --------------- | --------------------- | -------------------- | -------------------------------------------------------------- |
| capitale  | Ṻ               | U◌̄◌̈                   | U+0055 U+0304 U+0308 | lettre majuscule latine u diacritique macron diacritique tréma |
| minuscule | ṻ               | u◌̄◌̈                   | U+0075 U+0304 U+0308 | lettre minuscule latine u diacritique macron diacritique tréma |